# He Has Left Us Alone but Shafts of Light Sometimes Grace the Corner of Our Rooms...
Albums de A Silver Mt. Zion
Born into Trouble as the Sparks Fly Upward
(2001)
He Has Left Us Alone but Shafts of Light Sometimes Grace the Corner of Our Rooms... est le premier album du groupe A Silver Mt. Zion. Il est sorti en 2000 par le label Constellation Records. Efrim Menuck, chanteur et guitariste du groupe, a décrit cet album comme une "expérience Juive" (Jewish experience en anglais) dédiée à son chien Wanda qui est décédé alors que son autre groupe, Godspeed You! Black Emperor, était en tournée.

## Contexte
L'album aurait dû s'appeler He Has Left Us Alone mais il a été décidé que ce nom était trop faible et ne convenait pas à l'humeur qui devait s'en dégager.
Sur l'édition vinyle, le découpage de l'album est composé de deux pistes alors que sur l'édition CD ces deux dernières sont divisées en quatre parties, atteignant alors huit pistes. Sur la pochette les durées sont imprécises, elles sont arrondies à la minute.

## Titres
| Édition vinyle | Édition vinyle                                                       | Édition vinyle | Édition vinyle | Édition vinyle | Édition vinyle | Édition vinyle | Édition vinyle | Édition vinyle | Édition vinyle |
| No             | Titre                                                                | Durée          |                |                |                |                |                |                |                |
| -------------- | -------------------------------------------------------------------- | -------------- | -------------- | -------------- | -------------- | -------------- | -------------- | -------------- | -------------- |
| 1.             | Lonely as the Sound of Lying on the Ground of an Airplane Going Down | 23:16          |                |                |                |                |                |                |                |
| 2.             | The World Is SickSICK; (So Kiss Me Quick)!                           | 23:52          |                |                |                |                |                |                |                |
| 47:10          |                                                                      |                |                |                |                |                |                |                |                |

| Édition CD | Édition CD                                           | Édition CD | Édition CD | Édition CD | Édition CD | Édition CD | Édition CD | Édition CD | Édition CD |
| No         | Titre                                                | Durée      |            |            |            |            |            |            |            |
| ---------- | ---------------------------------------------------- | ---------- | ---------- | ---------- | ---------- | ---------- | ---------- | ---------- | ---------- |
| 1.         | Broken Chords Can Sing a Little                      | 8:40       |            |            |            |            |            |            |            |
| 2.         | Sit in the Middle of Three Galloping Dogs            | 5:08       |            |            |            |            |            |            |            |
| 3.         | Stumble Then Rise on Some Awkward Morning            | 6:05       |            |            |            |            |            |            |            |
| 4.         | Movie (Never Made)"                                  | 3:23       |            |            |            |            |            |            |            |
| 5.         | 13 Angels Standing Guard 'round the Side of Your Bed | 7:22       |            |            |            |            |            |            |            |
| 6.         | Long March Rocket or Doomed Airliner                 | 0:05       |            |            |            |            |            |            |            |
| 7.         | Blown-Out Joy from Heaven's Mercied Hole             | 9:47       |            |            |            |            |            |            |            |
| 8.         | For Wanda                                            | 6:38       |            |            |            |            |            |            |            |
| 47:11      |                                                      |            |            |            |            |            |            |            |            |